# Stenotsivoka latipes
Stenotsivoka latipes är en skalbaggsart som beskrevs av Karl Adlbauer 2001. Stenotsivoka latipes ingår i släktet Stenotsivoka och familjen långhorningar.
Artens utbredningsområde är Madagaskar. Inga underarter finns listade i Catalogue of Life.